# Cardio (album)
Cardio è un album di Miguel Bosé, pubblicato il 9 marzo 2010 dall'etichetta discografica Warner.

## Tracce
CD (Warner 523727)
1. Per te (Por ti) – 4:06 (Miguel Bosé, Nicolás Sorin - Adattamento testo Italiano: Jovanotti)
2. Estuve a punto de... – 3:37 (Miguel Bosé, Nicolás Sorin)
3. Júrame – 5:18 (Miguel Bosé, Nicolás Sorin, Cirilo Fernández)
4. Dame argumentos – 4:53 (Miguel Bosé, Nicolás Sorin)
5. Por ti – 4:04 (Miguel Bosé, Nicolás Sorin)
6. A mi me da igual – 3:46 (Miguel Bosé, Nicolás Sorin)
7. Cardio – 3:19 (Miguel Bosé, Nicolás Sorin)
8. El perro – 4:56 (Miguel Bosè, Nicolás Sorin)
9. ¿Hay? – 4:56 (Miguel Bosé, Nicolás Sorin)
10. La verdad – 5:28 (Miguel Bosé, Nicolás Sorin)
11. Ayurvédico – 3:29 (Miguel Bosé, Nicolás Sorin)
12. Y poco más – 3:44 (Miguel Bosé, Nicolás Sorin)
13. Eso no – 4:22 (Miguel Bosé, Nicolás Sorin)

Durata totale: 55:58

## Classifiche
| Classifica | Posizione raggiunta |
| ---------- | ------------------- |
| Spagna     | 1                   |
| Messico    | 2                   |
| Italia     | 6                   |

### Andamento nella classifica italiana
| Posizione | 8 | 6 | 10 | 10 | 24 | 35 | 41 | 58 | 68 | 69 | 93 | - |